# Матеус Сарара
Мате́ус Ферре́йра (порт.-браз. Mateus Ferreira; род. 29 июня 2002, Виаман, Риу-Гранди-ду-Сул), более известный, как Матеус Сарара́ (порт.-браз. Mateus Sarará) — бразильский футболист, опорный полузащитник клуба «Гуарани».

## Клубная карьера
Сарара — воспитанник клуба «Гремио». 16 сентября 2021 года в поединке Кубка Бразилии против «Фламенго» Матеус дебютировал за основной состав. 20 сентября матче против «Фламенго» он дебютировал в бразильской Серии A. В составе Гремио Матеус дважды выиграл Лигу Гаушо. Летом 2022 года для получения игровой практики Сарара на правах аренды перешёл в «Аваи». 3 сентября в матче против «Жувентуде» он дебютировал за новую команду. 9 ноября в поединке против «Сеара» Матеус забил свой первый гол за «Аваи». 
В начале 2023 года Сарара перешёл в португальский «Санта-Клара».  

## Достижения
Клубные
 «Гремио»
- Победитель Лиги Гаушо (2) — 2021, 2022